# Haakon V. Norský
Haakon V. Magnusson (1270 Tønsberg – 8. května 1319 tamtéž) byl v letech 1299–1319 norský král.

## Rodinné vztahy

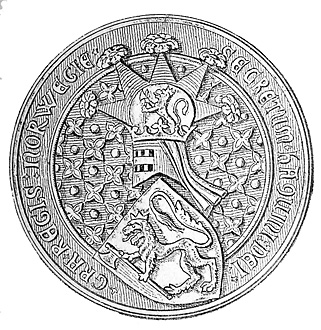
Pečeť Haakona V.

Haakon byl mladší ze dvou přeživších synů norského krále Magnuse VI. a jeho manželky, dánské princezny Ingeborg, dcery dánského krále Erika Plogpenninga a jeho manželky Juty Saské. Narodil se ovšem až jako čtvrtý ze čtyř synů královského páru. Jeho matka byla pravnučkou Albrechta I. Medvěda, jenž byl přímým prapravnukem Olafa II. Svatého (995–1030). V mateřské linii byl tedy Haakon potomkem tohoto legendárního krále. Králem se Haakon stal po smrti svého staršího bratra Erika II., který nezanechal mužské potomky.
Haakonovou manželkou byla od roku 1299 Eufémie z Rujány. Manželství Eufémie a Haakona bylo nejspíš sjednáno na dánsko-norském jednání na podzim roku 1298, kde Eufémiin děd Witzlaw z Rujány působil jako prostředník. V roce 1312 se jeho jediná dcera narozená v manželství Ingeborg Norská vdala za švédského prince a vévodu Erika Magnussona, mladšího bratra švédského krále Birgera. Jejich syn Magnus Eriksson se nakonec stal Haakonovým nástupcem na norském trůně.

## Vláda
S osobou krále Haakona souvisí stavba hradů Akerhus (Akershus Festning) a Bohus (Båhus festning). Během své vlády obnovil válečnou politiku svého bratra vůči Dánsku, ale v roce 1309 nakonec uzavřel mír, který víceméně znamenal konec období dánsko-norských válek. V domácí politice se energicky a úspěšně snažil o omezení moci šlechty a posílení moci krále.

## Smrt a nástupnictví
Haakon V. zemřel v roce 1319. Protože syny neměl ani on, ani jeho starší bratr, znamenala jeho smrt konec norských Ynglingů a Norsko ztratilo svou nezávislost až do roku 1905. Haakonovým nástupcem se stal jeho vnuk Magnus, tehdy ještě dítě.
Haakon byl stejně jako o několik let dříve jeho manželka pohřben v kostele sv. Marie v Oslu. Zde objevené ostatky dvou lidí, považovaných za Haakona a Eufémii, byly uloženy v královském mauzoleu na hradě Akershus.